# 동거차도
동거차도(東巨次島)는 2.91제곱 킬로미터의 섬으로, 서거차도의 동쪽에 위치한 거차군도의 섬이다. 이는 다도해 해상 국립공원의 일부이자, 맹골수도의 항로에 위치한다. 행정구역 상으로는 전라남도의 진도군에 속하며, 조도면 동거차도리에 있다.
2014년 4월 16일, 여객선 세월호가 침몰하는 사고가 인근 섬인 병풍도에서 발생했으며, 동거차도의 해안에서 가까운 곳에 침몰했다.